# Glossocratus guttata
Glossocratus guttata är en insektsart som beskrevs av Walker 1851. Glossocratus guttata ingår i släktet Glossocratus och familjen dvärgstritar. Inga underarter finns listade i Catalogue of Life.